# Château de Concley
Le château de Concley  est situé sur la commune de Poil (France).

## Localisation
Le château de Concley est situé sur la commune de Poil, située dans le département de la Nièvre en région Bourgogne-Franche-Comté.

## Description
Le château de Concley est composé d'un sous-sol, d'un étage carré et d'un étage de combles, reliés par deux escaliers, l'un demi hors-œuvre et l'autre en vis. Il est protégé par une toiture en tuile plate et ardoise. Toit à longs pans, toit en croupe, demi-croupe, noue, flèche conique, toit en pavillon.
Un bas-relief de la chapelle représentant l'Annonciation, sculpté par l'atelier Della Robbia à Florence au XVIe siècle, est inscrit à l'Inventaire général du patrimoine culturel. Réalisé par l'assemblage d’éléments en terre cuite modelée et émaillée sur un support en bois, il mesure 140 centimètres de haut, 105 cm de large et 20 cm de profondeur. En mauvais état d'après le rapport dressé en 1992, il présente plusieurs fissures, cassures recollées et certaines parties ont été restaurées à l'aide de pièces de bois plâtrées et peintes,.

## Historique
D'après Roland Niaux, l'existence d'un château dominant un fief situé sur le site est mentionnée en 1454. Cependant, dans son ouvrage Le Morvand ou essai géographique, topographique et historique de cette contrée de 1854, Jacques-François Baudiau évoque pour cette même année uniquement une reprise du fief par l'écuyer Jean Ier de Chevannes. La carte de Cassini, réalisée dans la première moitié du XVIIIe siècle, n'indique pas non plus la présence d'un château. Il n'a pas été retrouvé de traces archéologiques.
Il se trouve à Concley une chapelle érigée en 1676, de seize pieds de long sur quatorze de large. Elle est bénite le 1er mars de l'année suivante par le curé de la paroisse voisine de Saint-Léger-sous-Beuvray. Il y a alors défense d'y placer une cloche pour appeler les habitants du voisinage aux offices. Elle est rebâtie au cours du XVIIIe siècle, avec un style néogothique, puis bénie une seconde fois le 2 octobre 1764 par le seigneur de Villette et chanoine et official d'Autun Denis de Velle. Elle abrite alors la cloche du couvent de Cordeliers d'Autun détruit au cours du XVIe siècle.
Le château de Concley existant aujourd'hui, est construit — « rebâtit » selon les termes de Baudiau — durant le quatrième quart du XVIIIe siècle par François de Champeaux, à l'ouest du précédent, la chapelle en même temps. Il est remanié durant le XIXe siècle afin de lui prêter un aspect médiéval, en granit et moellons enduits.